# Wulf Isebrand

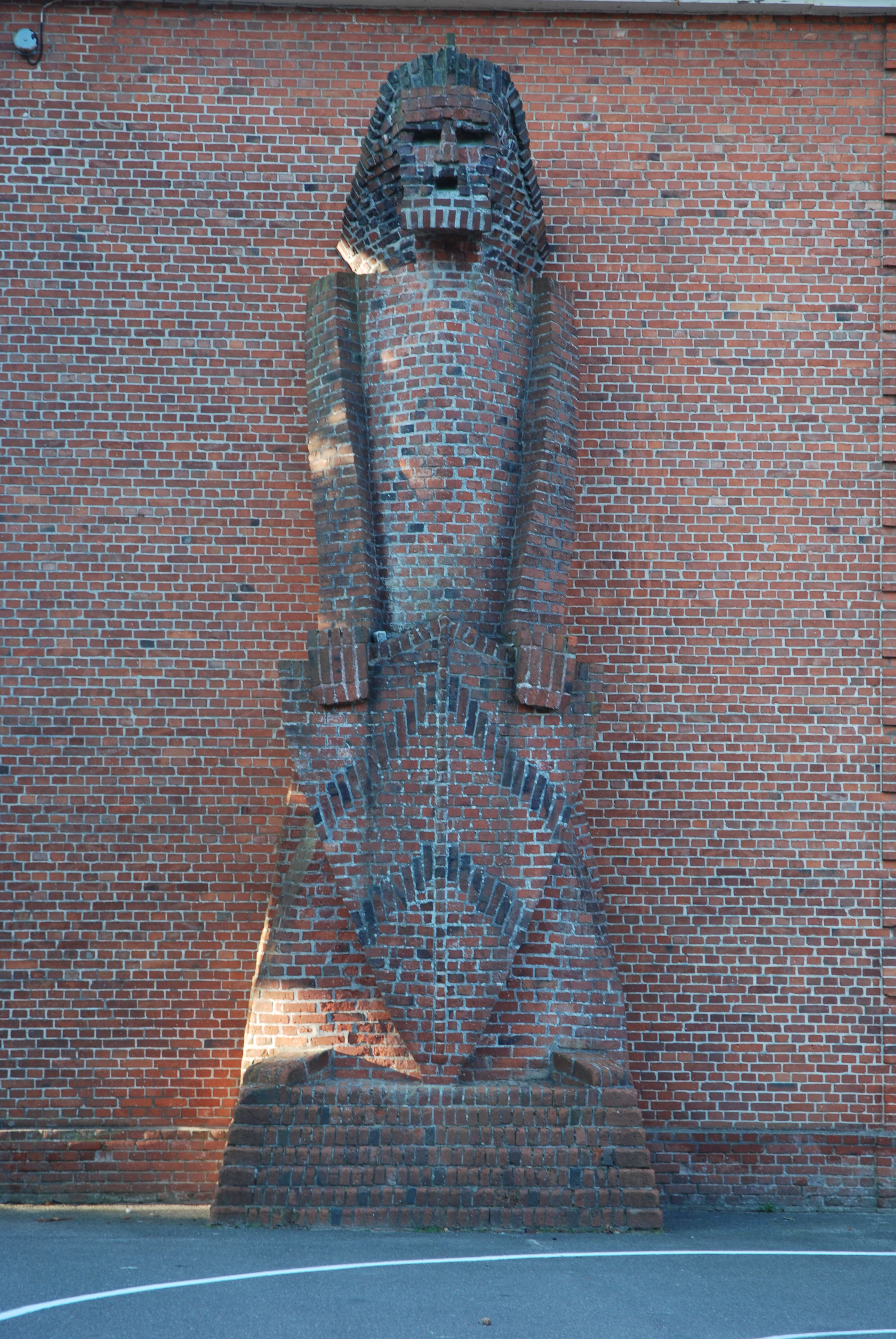
Statue Wulf Isebrand in Albersdorf

Wulf Isebrand (* vermutlich um 1465–1480 in Dithmarschen; † 1506 wahrscheinlich ebenda) kämpfte 1500 in der Schlacht bei Hemmingstedt, wo die Dithmarscher ein dänisch-holsteinisches Heer besiegten. Während der Schlacht übernahm er die Führung einer Abteilung und hatte maßgeblichen Anteil am Dithmarscher Sieg. Bis heute ist er der Volksheld Dithmarschens.
Von Isebrand wurde lange Zeit angenommen, dass er aus der Grenzgegend der heutigen Staaten Deutschlands und der Niederlande stammte. Diese Annahme beruht jedoch auf der bei der Schlacht von Hemmingstedt mitbesiegten Schwarzen Garde. Diese rekrutierte sich nämlich vornehmlich aus besagter Region und wollte ausdrücken, dass nur einer der Ihren sie besiegen könne.
Die genaue Herkunft Isebrands in Dithmarschen ist nicht bekannt. Die erste bekannte Nennung ist aus dem Jahre 1499 im Otterndorfer Streit der Dithmarscher mit den Hamburgern: Dort ist er als Geschädigter im Heider Aufgebot genannt. Wahrscheinlich wurde er zwischen 1465 und 1480 geboren. Er starb 1506 laut der Chronik des Landes Dithmarschen, Neocorus (Band II, Seite 461 und 467, Dahlmann’sche Übersetzung aus dem Jahre 1827. Hier werden der Chronist Henning Swyn aus Lunden und der Chronist Hans Detleff tho Windtbergen zitiert. Letzterer nennt als Erster (um 1640) den Isebrand mit seinem Vornamen „Wulf“).

## Ehrungen
In Heide ist heute eine Kaserne der Luftwaffe und ein Platz in der Innenstadt nahe der Stadtbrücke nach ihm benannt; in Albersdorf die Grundschule, in Brunsbüttel, Epenwöhrden, Marne (Holstein), Wesselburen und in Hemmingstedt eine Straße. Außerdem trägt eines der Seezeichenschiffe des Wasserstraßen- und Schifffahrtsamtes Elbe-Nordsee seinen Namen.
Es gibt eine Kriegsnagelung von Isebrand im Dithmarscher Landesmuseum.